# Dahl (släkt)
Dahl är en svensk släkt med härkomst från Bohuslän.
Som stamfader räknas Johan Andersson Dahl, född i Tanums socken i Bohuslän 1653, död där 1717, som antog släktnamnet. I sitt gifte med Maren Månsdotter (1663–1745) hade han sonen Jacob Dahl (1700–1768), gårdsägare i Uddevalla. I dennes ingångna första gifte med Christina Bäck (1702–1742), föddes sonen Gudmund Dahl (1739–1826), köpman, godsägare och sockerbrukspatron. Han gifte sig med Christina (född Hülphers Kullman, 1751-1814). Av deras sexton barn grundade sönerna Jacob Dahl (1770–1819), Sven Abraham Dahl (1773–1838) och Peter Dahl (1783–1877) varsin släktgren.

## Medlemmar i urval
- Gudmund Dahl (1739–1826)
- Jacob Dahl (1770–1819)
- Sven Abraham Dahl (1773–1838)
- Peter Dahl (1783–1877)
- Gustav Leonard Dahl (1801–1877)
- Fredrik Dahl (1818–1890)
- Sven Gudmund Dahl (1833–1904)
- Gustaf Dahl (1835–1927)
- Theodor Dahl (1858–1897)
- William Dahl (1883–1919)
- Viking Dahl (1895–1945)
- Carl G. Dahl (1875–1959)
- Tora Dahl (1886–1982)
- Sven Dahl (1912–1979)
- Olga Dahl (född Ström, 1917–2009)
- Östen Dahl (född 1945)
- Elena Dahl (född Kornilova, 1947)
- Gudrun Dahl (född 1948)